# Ronald Neame
Ronald Neame (Londra, 23 aprile 1911 – Los Angeles, 16 giugno 2010) è stato un regista, sceneggiatore, direttore della fotografia e produttore cinematografico inglese.

## Biografia
Figlio di un regista e di un'attrice del cinema muto, lasciò gli studi nel 1923 per aiutare economicamente la famiglia, che aveva subito forti dissesti economici. Questo lo portò a lavorare come assistente di regia e a collaborare con il giovane Alfred Hitchcock nel suo primo film parlato, Ricatto (1929). Nel 1933 iniziò a lavorare alla fotografia partecipando a pellicole come Eroi del mare; nel 1942 ottenne la prima candidatura all'Oscar per i migliori effetti speciali per Volo senza ritorno. Nel 1945 sceneggiò il film Breve incontro di David Lean e l'anno dopo Grandi speranze (1946), con altre due consecutive candidature all'Oscar per la miglior sceneggiatura. 
Nel 1947 debuttò alla regia e nel 1952 firmò Asso pigliatutto, commedia satirica con Alec Guinness nei panni caricaturali di un arrampicatore sociale. Nel 1958 presentò in concorso alla Mostra del cinema di Venezia La bocca della verità, con Guinness nei panni di un pittore poco interessato alla fama, premiato con la Coppa Volpi per la migliore interpretazione maschile. Di due anni dopo è Whisky e gloria (1960), ancora con Guinness in un film sulla nevrosi della vita militare che racconta il difficile rapporto fra un ufficiale ed il suo sostituto ossessionato dal rispetto dei regolamenti, di nuovo in concorso alla Mostra del cinema di Venezia (Coppa Volpi vinta questa volta dal co-protagonista John Mills).
Nel 1969 diresse La strana voglia di Jean, presentato in concorso al 22º Festival di Cannes, con Maggie Smith nel ruolo di un'insegnante anticonformista e filofascista che le fece guadagnare un Oscar. 
Nel 1972 diresse uno dei più famosi film del filone catastrofico anni settanta L'avventura del Poseidon; nel 1980 girò la movimentata commedia spionistica 2 sotto il divano, in cui Walter Matthau interpretava un impiegato della CIA frustrato che invia ai servizi segreti di ogni paese le proprie memorie per mettere in difficoltà il suo capo.
Nel 1990 si ritirò dalle scene, ma la tradizione di famiglia proseguì con i suoi figli, divenuti produttori di un certo successo. Neame morì nel 2010 a 99 anni, per le complicazioni di una caduta.

## Filmografia

### Regista
- Prendi la mia vita (Take My Life) (1947)
- La salamandra d'oro (The Golden Salamander) (1950)
- Asso pigliatutto (The Card) (1952)
- Il forestiero (The Million Pound Note) (1954)
- L'uomo che non è mai esistito (The Man Who Never Was) (1956)
- Il settimo peccato (The Seventh Sin) (1957)
- Terra di ribellione (Windom's Way) (1957)
- La bocca della verità (The Horse's Mouth) (1958)
- Whisky e gloria (Tunes of Glory) (1960)
- Fuga da Zahrain (Escape From Zahrain) (1962)
- Ombre sul palcoscenico (I Could Go on Singing) (1963)
- Il giardino di gesso (The Chalk Garden) (1964)
- Il filibustiere della costa d'oro (Mister Moses) (1965)
- M 5 Codice diamanti (A Man Could Get Killed) (1966)
- Gambit - Grande furto al Semiramis (Gambit) (1966)
- La strana voglia di Jean (The Prime of Miss Jean Brodie) (1969)
- Hello Goodbye (1970) (non accreditato; licenziato, sostituito da Jean Negulesco)
- La più bella storia di Dickens (Scrooge) (1970)
- L'avventura del Poseidon (The Poseidon Adventure) (1972)
- Dossier Odessa (The Odessa File) (1974)
- Meteor (1979)
- 2 sotto il divano (Hopscotch) (1980)
- Una notte con vostro onore (First Monday in October) (1981)
- Medico per forza (Foreign Body) (1986)
- The Magic Balloon (1990)

### Direttore della fotografia
- Lascia fare a Giorgio (Let George Do It), regia di Marcel Varnel (1940)